# Cosméticos para el rostro femenino
Cosméticos para el rostro femenino (en latín, Medicamina Faciei Femineae) es un poema didáctico escrito en  dísticos elegíacos   por el poeta romano Ovidio. En esta obra  Ovidio defiende el uso de cosméticos por las mujeres y ofrece cinco recetas para tratamientos faciales.

## Título, datación y estructura
El título y la fecha aproximada del poema se conocen a partir de una breve mención en el tercer libro del Arte de Amar de propio Ovidio, en el cual declara que ya ha escrito "una pequeña obra, un pequeño libro sobre cosméticos". Por lo tanto, Cosméticos para el rostro femenino fue escrito antes que el tercer libro del Arte de Amar, cuya composición se sitúa entre el año 1 a. C. y el 8 d. C. Se ha estimado que la obra constaba de entre 500 y 800 versos, de los cuales se conservan tan solo 100.  Estos se clasifican en secciones, cada una de cincuenta versos. La primera sección es una introducción en la que Ovidio introduce y defiende su tema; el segundo comprende cinco recetas de cosméticos que incluyen ingredientes comunes y medidas precisas.

## Género y forma
El poema es considerado el primer intento de Ovidio de la elegía didáctica. Un género que muestra una curiosa amalgama del tono moralizante y pedagógico de la poesía didáctica y el tema amoroso y frívolo propio de la elegía latina. Ovidio introduce un radical respecto a los cultivadores anteriores del género.   Virgilio había escrito unas décadas antes las Geórgicas, un poema didáctica que proporcionaba consejos sobre las labores rurales en hexámetros dactílicos. Ovidio, en cambio, utiliza el lenguaje sobrio de Vigilio para instruir a las chicas sobre "qué cuidados pueden mejorar tu apariencia y cómo tu belleza puede ser preservada". Además, en lugar de usar el hexámetro dactílico que utiliza Virgilio, Ovidio proporciona sus consejos en dísticos elegíacos, el tradicional metro de la elegía amorosa. El contraste entre el tono serio y metro y temática ligeros  transforma Cosméticos para el rostro femenino  en una parodia de Las Geórgicas de Virgilio.

## Recetas
En la segunda parte de Cosméticos para el rostro femenino, Ovidio muestra su maestría al conjugar detalles técnicos y la lengua poética. A pesar del tono humorístico de la introducción, las cinco recetas incluidas en la segunda parecen ser tratamientos cosméticos genuinos, o al menos plausibles. Un ejemplo representativo es una mezcla de cebada, yeros, huevos, cuernos de ciervo, bulbos de narciso, goma con semilla toscana y miel Ovidio promete que "cualquier mujer que se unte el rostro con tal cosmético, brillará con más lisura que su propio espejo". La receta incluye proporciones e instrucciones precisas para realizar la mezcla. 
La mayoría de los ingredientes recetados por Ovidio son, de hecho, tratamientos efectivos para la piel. Muchos de ellos, como la harina de avena, el germen de trigo y la clara de huevo, todavía se usan en la fabricación de cosméticos y productos farmacéuticos en la actualidad. En este punto, Ovidio contrasta con el filósofo y naturalista romano Plinio el Viejo, que proporciona años después recetas de cosméticos cuyos ingredientes son a veces exóticos, venenosos o desagradables.

## Traducciones al español
- Amores; Arte de amar; Sobre la cosmética del rostro femenino; Remedios contra el amor; trad.: CRISTÓBAL LÓPEZ, Vicente. Madrid: Gredos. 1995. ISBN 978-84-249-1392-2.